# Maison natale de Dragan Jevtić à Gornji Milanovac
Pour les articles homonymes, voir Jevtić.
La maison natale de Dragan Jevtić à Gornji Milanovac (en serbe cyrillique : Кућа народног хероја Драгана Јевтића у Горњем Милановцу ; en serbe latin : Kuća narodnog heroja Dragana Jevtića u Gornjem Milanovcu) se trouve à Gornji Milanovac, dans le district de Moravica, en Serbie. Elle est inscrite sur la liste des monuments culturels protégés de la république de Serbie (identifiant no SK 490),,.

## Présentation
La maison, située 29 rue Karađorđeva, a vu naître le héros national Dragan Jevtić Škepo (1913-1943), ce qui lui confère sa valeur patrimoniale. Dragan Jevtić était commandant du bataillon de Trnava du Détachement de Čačak et il a combattu dans les batailles autour de Kraljevo en octobre 1941. Il est mort dans la bataille contre les Italiens en 1943 près de Trebinje.

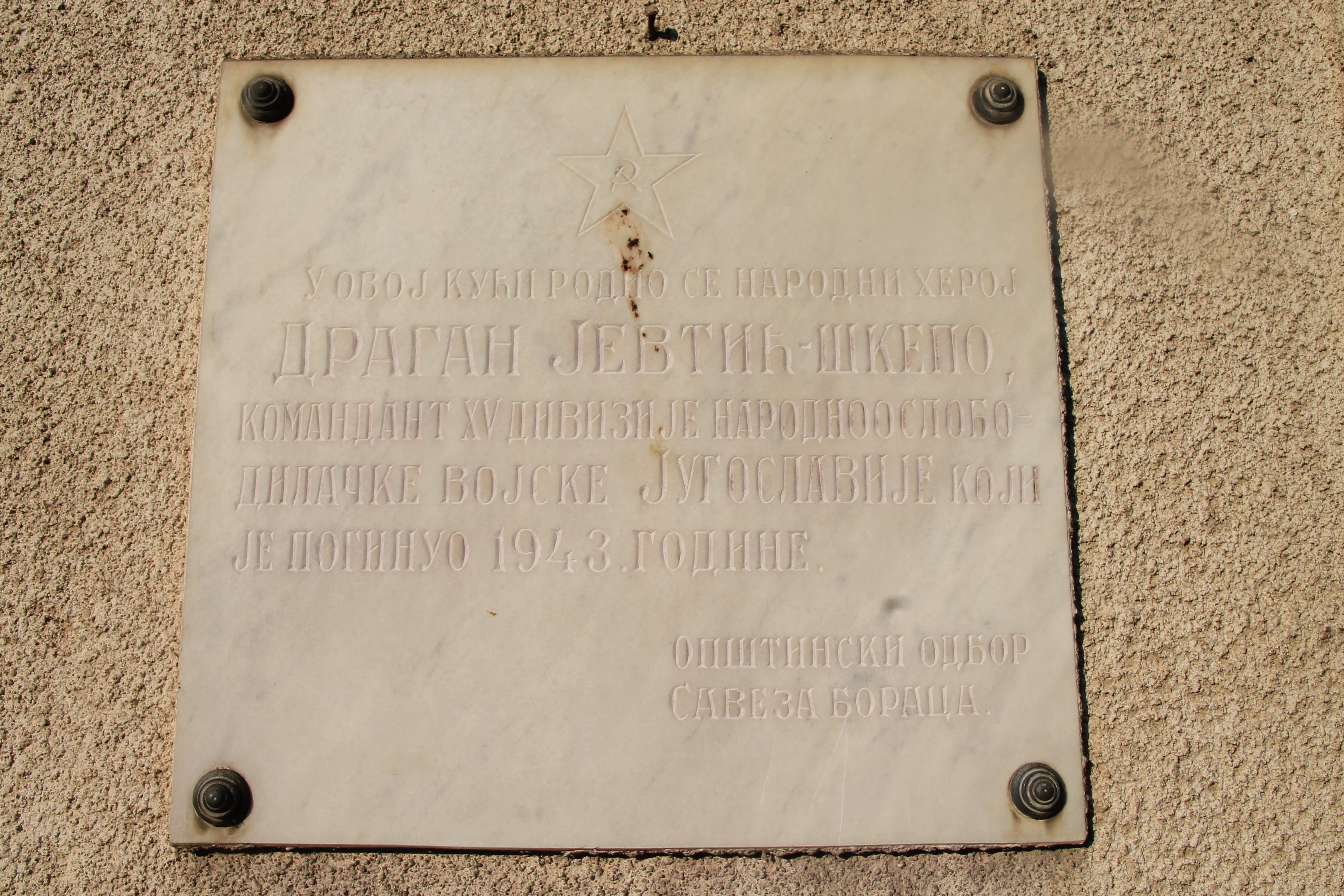
Plaque commémorative sur la maison.